# Anna Perthen
Anna Perthen, též Anna Perthenová, rozená Anna Nickel (22. prosince 1866 nebo 24. prosince 1875 Jílové u Podmokel – 11. prosince 1957 Magdala), byla československá politička německé národnosti a meziválečná senátorka Národního shromáždění ČSR za Německou sociálně demokratickou stranu dělnickou v ČSR.

## Biografie
Prožila krátké dětství, už ve věku dvanácti let musela nastoupit do práce, do továrny v Podmoklech. Zde působila až do svého sňatku. Profesí byla k roku 1920 soukromnicí v Podmoklech.
Už před rokem 1918 se angažovala v rakouské sociální demokracii. Byla členkou městského zastupitelstva v Podmoklech, předsedkyní ženského říšského sociálně demokratického komitétu, členkou župního zastupitelstva a členkou konzumního spolku v Podmoklech. Od roku 1919 cca do roku 1925 byla první předsedkyní ženského výboru DSAP. Bývala označována jako Erweckerin der böhmischen Arbeiterinnenbewegung (Buditelka českého ženského dělnického hnutí).
V parlamentních volbách v roce 1920 získala za Německou sociálně demokratickou stranu dělnickou v ČSR (DSAP) senátorské křeslo v Národním shromáždění. V senátu zasedala do roku 1925.
Zemřela v tehdejší NDR roku 1957.